# Vie politique de Clint Eastwood
 (septembre 2018).
Si vous disposez d'ouvrages ou d'articles de référence ou si vous connaissez des sites web de qualité traitant du thème abordé ici, merci de compléter l'article en donnant les références utiles à sa vérifiabilité et en les liant à la section « Notes et références ».
L'acteur et réalisateur américain Clint Eastwood montre depuis longtemps des signes d'intérêts pour la politique. 
Il gagne l'élection municipale de Carmel-by-the-Sea, en Californie, en avril 1986. En 2001, le gouverneur Grey Davis le nomma à la California State Park and Recreation Commission (Commission des parcs et loisirs de Californie). Eastwood a soutenu Mitt Romney lors de l'élection présidentielle américaine de 2012 et intervint en direct à la convention nationale Républicaine de 2012 où il prononça un discours face à une chaise vide représentant Barack Obama.

## Opinions politiques

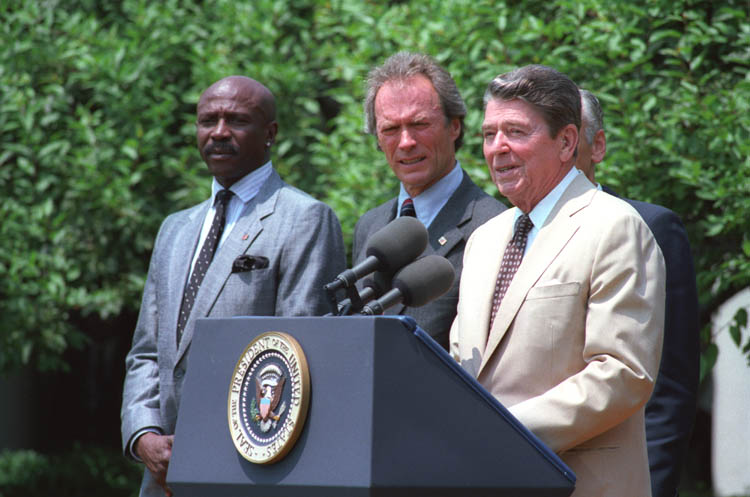
Clint Eastwood avec le président Ronald Reagan à la fin des années 80.

Pendant une projection de son film Impitoyable au Festival de Cannes le 21 mai 2017, projeté pour célébrer les 25 ans du film, Eastwood dénonça le politiquement correct au sein de la société. Se souvenant de la sortie de L'Inspecteur Harry, Eastwood déclara, « Beaucoup de personnes pensaient que [L'inspecteur Harry] était politiquement incorrect. C'était au début d'une ère que nous connaissons aujourd'hui : celle du politiquement correct. Nous nous suicidons, nous avons perdu notre sens de l'humour. Mais je pensais que c'était intéressant et audacieux. »

### Positions anti-guerre
Eastwood s'inscrivit en tant que Républicain dans le but de voter en faveur de Dwight D. Eisenhower en 1952 et il a soutenu passivement Richard Nixon lors des élections présidentielles de 1968 et 1972. Il critiqua plus tard la moralité de Nixon durant le scandale du Watergate et sa gestion de la guerre du Vietnam. Eastwood désapprouva l'engagement des États-Unis dans la guerre de Corée, la guerre du Vietnam, la guerre d'Afghanistan et la Guerre d'Irak, déclarant que les États-Unis ne devraient pas être un pays ultra-militariste ou jouer le rôle de gendarme du monde.
De plus, son film de 2014, American Sniper, fut salué par la critique. Certains membres du Parti Républicain voyaient en ce film un soutien à la guerre contre le terrorisme, au Parti Républicain et le qualifiait d'œuvre patriotique. Le réalisateur répondit en disant que cela représentait une « analyse stupide » et que le film n'avait rien à voir avec quelconque parti politique. Eastwood répondit aux critiques d'American Sniper en disant que son film était « la plus grande déclaration anti-guerre qu'un film puisse faire » et que le film décrit « les effets que la guerre a sur la famille et sur les personnes qui retournent à une vie civile, comme l'a fait Chris Kyle » et « ce que la guerre peut faire aux proches laissés au pays. »

### Son adhésion au parti libertaire
Eastwood se décrit dans les interviews comme étant un libertaire et en 1999, il déclara au magazine Première : « Je crois que j'étais un social-libéral et conservateur pour la politique fiscale avant que cela ne soit à la mode. » En 2009, Eastwood déclara qu'il était maintenant membre du parti libertaire.
Il parle de lui comme « ... trop individualiste pour être de gauche ou de droite », se décrivant, en 1974, comme « politiquement neutre » et « modéré » et comme « libertaire » en 1997. « Je ne me vois pas comme un conservateur », Eastwood a déclaré dans un même temps qu'il n'était pas non plus « d'ultra-gauche. » Il dit au magazine USA Weekend en 2004 : « Je ne me vois pas comme un conservateur mais je ne suis pas d'ultragauche... J'aime la vision libertarienne qui consiste à laisser tout le monde tranquille. Même quand j'étais enfant, j'étais agacé par les personnes qui voulaient dire à tout le monde comment vivre ».
En 1992, Eastwood dit à l'écrivain David Briskin que ses opinions politiques étaient un mélange entre Milton Friedman et Noam Chomsky et émit l'hypothèse qu'ils feraient de bons candidats à l'élection présidentielle.
Par moments, il soutenu le parti Démocrate de Californie et la sénatrice Diane Feinstein en 1994 et le député libéral et environnementaliste Sam Farr en 2002. Eastwood donna 1 000 dollars pour soutenir la réélection victorieuse de Farr la même année. Le 23 mai 2003, il anima une levée de fonds en faveur du gouverneur démocrate californien Grey Davis. Plus tard cette année, il proposa de filmer un spot publicitaire pour soutenir le gouverneur en difficulté et, en 2001, la star offrit son support à Davis dans le cadre d'un projet de loi sur les énergies alternatives, écrite par Fred Keeley, un membre démocrate de l'assemblée californienne.
En règle générale, Clint Eastwood privilégie une politique de laisser-faire de la part du gouvernement à la fois dans l'économie et dans la vie privée des individus. Il désapprouve la dépendance aux aides sociales, préférant que le gouvernement tire plutôt les citoyens vers le haut via l'éducation et des incitations financières. Cependant, il ne s'oppose pas à ce que les citoyens touchent le chômage ou à ce que l'État vienne en aide aux propriétaires en difficultés avec leur emprunt immobiliers. Il est également partisan de la préservation de l'environnement et de la nature, soutient les avantages financiers en faveur des énergies alternatives et un contrôle sur les armes, tel que la loi Brady en Californie. Longtemps libéral sur les droits civiques, Eastwood a déclaré qu'il a toujours été en faveur de l'avortement. Aussi, il a soutenu le mariage en faveur des homosexuels, (« D'un point de vue libertaire, vous diriez « Ouais ? Et alors ? » Vous devez croire en une égalité totale. Les gens devraient pouvoir être qui ils veulent et devraient pouvoir faire ce qu'ils veulent, tant que cela ne nuit à personne. »). Il contribua également à des groupes soutenant l'Equal Right Amendment en faveur des femmes. Dans une interview donnée au magazine GQ, Eastwood critiqua le Parti républicain pour sa position sur le mariage gay disant : « Ces gens qui se font tout un foin à propos du mariage gay ? Je me fous de savoir qui veux être marié avec qui ! Pourquoi pas ?! On fait tout une histoire de quelque chose dont on ne devrait pas. Ils rabâchent encore et encore ces conneries sur les liens sacrés du mariage : ce sont des conneries ! Laissez l'opportunité à chacun de mener la vie qu'il a choisie ».

### Opinions sur le contrôle des armes
Bien qu'il soit associé aux armes à feu par le biais de ses films, Eastwood soutient publiquement un contrôle des armes depuis 1973. Le 24 avril de cette année là, il déclara dans le Washington Post : « Je suis moi-même pour une loi sur le contrôle des armes. Je ne chasse pas. » En 1975, dans le magazine People, Eastwood dit qu'il était en faveur « d'un contrôle sur les armes jusqu'à un certain point. » Un an plus tard, Eastwood eut la réflexion que « Toutes les armes devraient être enregistrées. Je ne pense pas qu'un possesseur d'armes honnête serait contre une telle mesure. Actuellement, la fureur contre une loi anti-armes est celle de possesseurs d'armes qui réagissent de manière excessive. Leur crainte est que toutes les armes soient alors interdites. C'est impossible de retirer toutes les armes en circulation et c'est pourquoi les armes devraient être enregistrées et leur livraison par courrier devrait être stoppée. » En 1993, il fit la remarque qu'il « ... a toujours été un soutien financier » de la Loi Brady. En 1995, Eastwood remit en question l’intérêt de la possession d'armes d'assaut. Larry King, présentateur télévisé et chroniqueur, a écrit dans l'édition du 22 mai du magazine USA Today que « mon interview avec Eastwood sera diffusée lors de l'émission « Larry King Weekend »... je lui ai demandé son avis sur la NRA et le contrôle des armes et il m'a dit que tandis que les gens pensaient qu'il était pro-armes, il a toujours été en faveur d'un contrôle. « Pourquoi est-ce-que quelqu'un aurait besoin ou voudrait un fusil d'assaut ? » me dit-il. »

### Soutien lors des élections présidentielles
Au cours de l’élection présidentielle américaine de 2008, Eastwood déclara qu'il voterait pour John McCain, car il le connait depuis 1973. Après l'élection de Barack Obama, Easwood dit « Obama est maintenant mon président et je lui souhaite le meilleur car c'est ce qui est le mieux pour tous ».
En août 2010, Eastwood écrivit à George Osborne, Chancelier de l'Échiquier du Royaume-Uni, pour protester contre la décision de fermer l'organisme public non-ministériel UK Film Council. Eastwood prévenu que la fermeture pourrait avoir pour effets une diminution des compagnies de productions étrangères qui choisiraient de travailler au Royaume-Uni.
Lors d'une interview pour le magazine Esquire en août 2016, Eastwood parla de Donald Trump et du fait que cette génération, comme il la qualifia est une « génération de tapettes ». « Toutes ces personnes qui disent « Oh ! Vous ne pouvez pas faire ceci, et vous ne pouvez pas faire cela et vous ne pouvez pas dire telle chose » je suppose que c'est l'époque qui veut cela ». Eastwood déclara aussi que malgré le fait qu'il ne soutenait pas Trump, il voyait quels étaient ses objectifs, même si le réalisateur dit aussi que le candidat avait dit des choses stupides. « Trump dit simplement ce que tout le monde pense. Parfois, ce n'est pas brillant. Et parfois c'est... Je veux dire, Je peux comprendre ce qu'il veut dire mais je ne suis pas toujours d'accord avec ça. Je n'ai soutenu personne. Je ne me suis pas entretenu avec Trump. Je n'ai parlé à aucun candidat. Vous voyez, on le traite maintenant de raciste par rapport à ce qu'il a dit sur cette juge. Eh oui, c'est quelque chose de stupide. Je veux dire, supposer une opinion sur le fait que ce mec est né de parents mexicains ou autre. Il a dit un tas de choses stupides. Alors prenez tout en compte. Les deux opinions, mais tout le monde, la presse, tout le monde dit « Oh ! Mince, c'est raciste » et ils en font tout un pataquès. Passez à autre chose, bordel ! C'est une triste période de notre histoire que nous vivons ». Eastwood a aussi répondu, quand on lui a demandé s'il était toujours un libertaire, qu'il était un peu de tout et qu'il voulait que cette génération se mette au travail et soit plus compréhensive au lieu de traiter les gens de tous les noms. « Déchirez et faites vous insulter ». Quand on lui demanda quel candidat il préférait entre Hillary Clinton et Donald Trump, Eastwood répondit « C'est une question difficile, n'est ce pas ? Je dois soutenir Trump... vous voyez, c'est parce qu'elle a dit qu'elle suivrait les pas d'Obama. Il se passe de drôles de choses d'un côté comme de l'autre. Elle s'est faite beaucoup d'oseille avec la politique. J'ai perdu des ronds en faisant de la politique et je suis sûr que Ronald Reagan perdit beaucoup de blé en était politicien ».
Cependant, dans une interview suivante accordée au Los Angeles Times parue un mois plus tard, Eastwood suggéra qu'il ne voterait pas nécessairement pour Donald Trump et se montra indécis au sujet de l'élection présidentielle américaine de 2016. Lorsque la journaliste Rebecca Keegan lui demanda : « quand vous dites que vous n’êtes ni d'un côté et ni d'un autre, cela veut-il dire que vous n'allez pas voter pour Trump ? », ce à quoi Eastwood répondit : « Je suis complètement incertain. Je suis simplement stupéfait. Je déteste faire des choix. Je pense que les deux candidats et les deux partis qui les soutiennent contiennent un certain degré de folie ».

### Opinions sur le mariage homosexuel
En 2013, Eastwood fut l'un des signataires d'un amicus curiae à destination de la Cour Suprême en soutien au mariage homosexuel durant l'affaire Hollingsworth versus Perry.
Les opinions d'Eastwood en matière de guerre et de politique ont été remises en cause avec la sortie de son film American Sniper, numéro 1 au box-office avec une recette supérieure à 90 millions de dollars lors de son premier weekend en salle, ce qui représente la plus grosse recette pour la sortie d'un film réalisé par Clint Eastwood dans ce laps de temps. Le film rencontra à la fois de fortes critiques mais aussi de forts éloges. Dans les médias, les Démocrates qualifiaient ce film de propagande républicaine et qualifiaient Eastwood de belliciste. De leur côté, les Républicains voyaient ce film comme étant pro-guerre contre la terreur et pro-Républicain. Eastwood répondit aux deux partis en disant que cela était une « analyse stupide » et que le film n'avait aucune vision politique. Il déclara aussi qu'il s'est toujours opposé à la guerre et, en tant que libertarien pragmatique plutôt que Républicain, il expliqua par la suite sa position anti-guerre en disant : « J'étais un enfant qui a grandi durant la Seconde Guerre mondiale. Cette guerre était censée être la dernière des guerres et quatre ans plus tard, mon nom était inscrit sur les listes d'enrôlement pour faire la guerre de Corée, puis après ça, il y eut le Vietnam et cela continue encore et encore sans jamais s'arrêter... Je me demande simplement... Est-ce que cela va s'arrêter un jour ? »

## Carrière politique

### Son poste de maire de la ville de Carmel
Eastwood entreprend avec succès son incursion dans la vie politique. En avril 1986, il remporta l'élection municipale de Carmel-by-the-Sea en Californie, une petite ville dans laquelle réside une population fortunée et une communauté d'artistes. Durant son mandat, il soutenu les intérêts des petites entreprises et milita en faveur de la protection de l'environnement et de la construction d'une annexe à la bibliothèque municipale ainsi que des toilettes publiques, d'un bord de plage piéton et d'un parking pour les touristes. En plus de rendre illégaux les feux de camp nocturnes sur la plage, il chercha à casser la « ice cream cone law » un arrêté municipal qui restreignait la vente de malbouffe, incluant les cornets de glace.

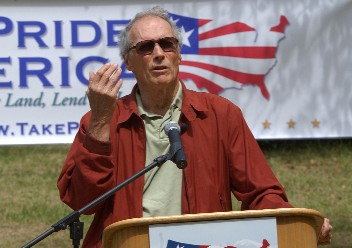
Eastwood en tant que porte-parole du programme Take Pride in America à Carmel-by-the-Sea

Il a été le porte-parole de Take Pride in America, une agence du Département de l'Intérieur des États-Unis qui soutient une prise en charge responsable des ressources naturelles, culturelles et historiques.

### Son rôle au sein de la California State Park and Recreation Commission
En 2001, il fut nommé au sein de la California State Park and Recreation Commission par le gouverneur Gray Davis puis nommé une nouvelle fois en 2004 par le gouverneur Arnold Schwarzenegger qu'Eastwood a soutenu lors des élections de 2003 et 2006 (bien que ce dernier désapprouva le rappel de Davis en 2003).
Eastwood, en tant que vice-président et Bobby Shriver, président de la commission et beau-frère d'Arnold Schwarzenegger, ont dirigé en 2005 le comité de la State Park and Recreation Commission lors d'une opposition unanime à une extension de la California State Route 241, un projet de route à péage qui aurait coupé à travers la San Onofre State Beach, l'une des plages de Californie du Sud les plus prisées par les surfeurs. Eastwood et Shriver ont mené des actions en justice en 2006 pour bloquer le projet et ont fait pression sur la California Coastal Commission pour que cette dernière rejette le projet, ce qu'elle fit en février 2006.
Quand leurs mandats respectifs ont pris fin, Eastwood et Shriver n'ont pas été reconduits aux postes qu'ils occupaient eu sein de la commission. Le Natural Ressources Defense Council (NDRC) demanda une investigation législative pour clarifier cette décision. Selon le NRDC et le magazine The New Republic, les postes d'Eastwood et de Shriver n'ont pas été reconduis à cause de leur opposition à l'extension de la California State Route 241, projet alors soutenu par le gouverneur Schwarzenegger. Ce dernier nomma, pour remplacer Eastwood et Shriver, Alice Huffman et Lindy DeKoven. Une déclaration de presse ne donna aucune raison pour justifier cette décision.

### Au sein de la California Film Commisssion
Le gouverneur Schwarzenegger nomma Eastwood (ainsi que les acteurs et réalisateurs Danny DeVito et Bill Duke, l'actrice et réalisatrice Lili Zanuck et le producteur Tom Werner) au sein de la California Film Commisssion en avril 2004.

## Son rôle lors des élections présidentielles américaines de 2012 et 2016
Quand lui a été demandé son avis à propos des candidats pour les primaires présidentielles du Parti Républicain de 2012, Eastwood répondit que le député du Texas Ron Paul était « bon comme n'importe qui d'autre » en tant que candidat mais qu'il attendrait quelque temps pour décider d'un candidat après avoir « écouté toutes les conneries dites à la télévision ». Le 4 août 2012, Eastwood apporta officiellement son soutien à l'ancien gouverneur du Massachusetts, Mitt Romney.
À la convention nationale du parti Républicain de 2012, l'équipe de campagne de Mitt Romney présenta Eastwood comme le très attendu orateur mystère. Lors de la dernière heure de la convention, il s'adressa à une chaise vide, représentant Barrack Obama. Son discours, largement improvisé, dura une douzaine de minutes. À un moment de son discours, Eastwood dit : « Que voulez-vous que je dise à Romney ? Je ne peux pas lui dire de faire ça. Il ne peut pas faire ça à lui même ». Le discours d'Eastwood a bien accueilli par la convention mais a reçu des critiques négatives de la part d'autres membres du parti Républicain. Le gouverneur du Wisconsin Scott Walker parle du discours « comme d'un moment embarrassant ». Ce discours donna naissance à un mème sur Internet nommé Eastwooding, représentant des images de personnes s’adressant à des chaises vides.
Quelques mois plus tard et après les élections, Eastwood révéla à la présentatrice Becky Quick sur CNBC, que son sketch de la chaise vide lui a été inspiré par une chanson de Neil Diamond (I Am... I Said) qui passait à la radio alors qu'Eastwood était dans une chambre d'hôtel à Tampa. Les paroles de cette chanson faisant alors référence à une chaise vide qui n'entendait pas les complaintes du chanteur. Eastwood dit que le discours a été écrit juste avant que le sketch ne soit joué et que s'il le pouvait, il dirait autre chose si s'était à refaire : « Ma seule déclaration est que je voulais que les gens retirent tous les facteurs qui font qu'ils idéalisent les candidats présents. Regardez simplement leur carrière, regardez leur antécédents et ensuite faites votre jugement sur ces éléments. J'essayais simplement de le dire mais je l'ai fait dans une sorte de façon détournée qui a pris trop de temps pour que les gens aiment, je suppose. J'aurais probablement dû dire quelque chose d'autre mais j'essayais d'avoir le même message en face pour éviter que les gens n'idéalisent les politiciens. Peu importe le parti que vous soutenez, vous devez évaluer leur travail et vous faire une opinion basée sur cela ».
Lors d'une interview accordée au magazine Esquire en août 2016, Eastwood fit allusion au discours de la chaise vide lors des primaires présidentielles du parti républicain, déclarant que ce qui le dérangeait le plus était « cette chose stupide, à la convention Républicaine, quand je parlais à une chaise ». Puis il dit par la suite : « C'était idiot sur le moment, mais j'étais dans les coulisses et j'entendais tout le monde dire la même chose « Oh, c'est un type génial ». Ok, c'est un type génial mais je devais dire quelque chose de plus. Et alors j'écoutais cette vieille chanson de Neil Diamond qui faisait « Et personne n'a entendu / Même pas la chaise » et j'ai pensé : C'est Obama. Il ne fait pas son boulot. Il ne va pas au Congrès pour y faire quelque chose. Qu'est-ce qu'il fout assis à la Maison-Blanche ? Si j'étais à sa place, j'irais là bas et je ferais quelque chose. Bien sûr, les sénateurs sont des gros fainéants, et alors ? C'est le patron. C'est le président de la boîte. C'est sa responsabilité de s'assurer que tout fonctionne. C'est pareil pour toutes les boites de ce pays et peu importe qu'il y ait deux ou deux mille employés... et c'est ça la génération de tapette : personne ne veux bosser ».
Dans une interview qu'il accorda au Los Angeles Times en septembre 2016, Eastwood dit : « Je ne supporte aucun côté, J'imagine que la plupart des Américains se disent « Qu'es-ce que c'est que ça ? C'est tout ce que nous pouvons faire ? » Quand il y avait 17 personnes sur la scène (lors du débat au sein du parti Républicain), j'ai pensé, et bien, qu'il y avait peut être trois ou quatre personnes pour lesquelles je pourrais voter. Ils ont l'air bien. Il y en avait quelques-uns... Puis après j'ai pensé, que s'est-il passé bon sang ? »
Dans une interview pour le magazine Extra datée du 8 septembre 2016, quand on le questionna à propos de son soutien présumé à Donald Trump, Eastwood répondit « Vous savez, je n'ai encore vraiment soutenu personne » et plaisanta sur le fait que Trump et Clinton lui faisaient penser à une version actuelle du duo comique des années 40 et 50, Abbott et Costello.